# Trat FC
A Trat Football Clubot (thaiul: สโมสร ฟุตบอล จังหวัด ตราด) egy fél profi thaiföldi labdarúgócsapat. Jelenleg a Regional League Division 2-ben szerepel.

## Játékoskeret
| #  |           | Poszt | Név                               |
| -- | --------- | ----- | --------------------------------- |
| 1  | Ghána     | K     | Emmanuel Doe                      |
| 2  | Thaiföld  | CS    | Rattaporn Saetan (Csapatkapitány) |
| 4  | Thaiföld  | V     | Tinnakorn Asurin                  |
| 5  | Ghána     | V     | Voundi Francois                   |
| 6  | Thaiföld  | V     | Nattapol Korkittipong             |
| 7  | Thaiföld  | CS    | Kittipan Jantatum                 |
| 8  | Szlovákia | CS    | Miroslav Tóth                     |
| 9  | Thaiföld  | KP    | Surachai Wannatawee               |
| 10 | Thaiföld  | KP    | Sittichai Musbu-ngor              |
| 11 | Thaiföld  | KP    | Sirisak Musbu-ngor                |
| 13 | Thaiföld  | KP    | Suchakree Saisoi                  |
| 14 | Thaiföld  | V     | Rungsak Kotcharak                 |
| 15 | Thaiföld  | V     | Songpol Kantao                    |

| #  |           | Poszt | Név                 |
| -- | --------- | ----- | ------------------- |
| 17 | Thaiföld  | KP    | Thitiwut Boonsiri   |
| 18 | Thaiföld  | K     | Nattapong Hattapong |
| 19 | Thaiföld  | CS    | Wittaya Laoruang    |
| 20 | Thaiföld  | V     | Thanawut Lanlana    |
| 21 | Thaiföld  | KP    | Wittaya Salakpetch  |
| 22 | Thaiföld  | V     | Bandit Nernsatarn   |
| 23 | Szlovákia | KP    | Roman Lazúr         |
| 25 | Thaiföld  | KP    | Assanai Sornsook    |
| 26 | Thaiföld  | KP    | Panadol Leksuwan    |
| 27 | Thaiföld  | K     | Pichet Tripoom      |
| 30 | Ghána     | V     | Samuel Lamptey      |
| 31 | Thaiföld  | CS    | Suchart Nimmak      |
| 35 | Thaiföld  | KP    | Chaidanai Joompa    |

## Külső hivatkozások
- Trat FC hivatalos honlapja